# Melanolophia moinieri
Melanolophia moinieri är en fjärilsart som beskrevs av Claude Herbulot 1976. Melanolophia moinieri ingår i släktet Melanolophia och familjen mätare. Inga underarter finns listade i Catalogue of Life.